# Rattersdorf
Rattersdorf (ungerska: Rőtfalva, kroatiska: Ratištrof) är en ort i Österrike. Den ligger i kommunen Mannersdorf an der Rabnitz i förbundslandet Burgenland, i den östra delen av landet, 90 km söder om huvudstaden Wien. Det är drygt en kilometer från Rattersdorf till gränsen mot Ungern.